# カーネーション
カーネーション（英: carnation、学名: Dianthus caryophyllus L.）は、ナデシコ科ナデシコ属の多年草。日本での別名にオランダナデシコ、ジャコウナデシコ（麝香撫子）、オランダセキチクなど多々あり。

## 原産地と名前の由来
原産は、南ヨーロッパおよび西アジアの地中海沿岸と言われている。カーネーションという名前の由来には諸説あり、肉（ラテン語:carn）の色の花という説や、ウィリアム・シェイクスピアの時代に冠飾り (coronation flower) に使われてこれが転訛したなどの説がある。

## 歴史

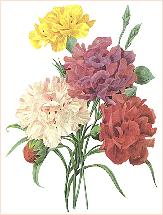
ルドゥーテのカーネーションの植物画

地中海沿岸から西アジアの原産ゆえ、古くから可憐な花容を愛された。イスラム世界では、バラやチューリップと並んで愛好された植物である。イスラム教では偶像崇拝が禁止されているため、モスクなどの装飾には人物および動物表現が忌避され、アラベスクという幾何学模様や草花の文様が使用された。このアラベスクの意匠に、カーネーションの花はしばしば使用されている。
17世紀にはイギリスやオランダで300種以上の品種が見られ、フローリスト（園芸愛好家）たちによって栽培され、大きく進展を見た。18世紀を通じて品種が増え、やがて「ショウ・カーネーション」が生まれ、これが19世紀の主流となった。この花の特徴は花弁の縁の鋸歯がなくなり、花弁の配置を幾何学的な整形に近づけたもので、現代のカーネーションとは異なっている。この時代にはまだバラの品種改良もそれほど進んでおらず、カーネーション、オーリキュラ、チューリップは時代の先端を行く園芸植物であった。
19世紀中頃になるとフランスでの育種が進み、1840年にダルメイスが「パーペテュアル系」を作出すると、さらに1857年にはやはりフランスで「マルメゾン系」が誕生した。これらが現代の営利用カーネーションに繋がっている。
母の日にカーネーションを贈る風習は、1907年5月12日、米国のアンナ・ジャーヴィスが亡母に白いカーネーションを供えたことに始まる。2024年現在、世界最大生産量の国はコロンビアだが、これは赤道直下ながら国土の大部分が高地にあり年間気温が安定しているため一年を通して何回も栽培できること、1990年代以来、反政府組織・麻薬組織と内戦をもたらした麻薬栽培に代わるものとして難民対策・貧困対策もあって政府が花卉栽培を推進したことによる。

### 日本でのカーネーション導入の背景
日本には江戸時代初期以前に輸入され、アンジャベルまたはアンジャ（蘭: anjelier、tuinanjelier）と呼ばれた。享保年間に出版された『地錦抄録』（1733年）には、正保年間にオランダからカーネーションが伝来したと記述されているが、この時は日本国内に定着しなかった。寛文年間に再伝来した際には14種の品種が紹介され、この時期に書かれた『花壇綱目』にも「あんしやべる」の名で記録されている。宝暦年間の1755年に著された『絵本野山草』には、ナデシコなどとともに紹介されている。
その後、1909年（明治42年）に米国シアトルに在住していた澤田（名不明）が帰国の際に「ホワイト・エンチャントレス」「ピンク・エンチャントレス」「ヴィクトリー」「ローズ・ピンク・エンチャントレス」など他にも2-3の品種を持ち帰ったが、栽培法に精通しなかったために生産化には至らなかった。後に土倉龍治郎が近代的栽培技術や体制を構築し、新しい品種を生み出して日本にカーネーションを定着させ、この業績によって｢カーネーションの父｣と称されるようになった。土倉は犬塚卓一と共に1936年（昭和11年）、名著『カーネーションの研究』（修教社書院）を上梓している。
現在、カーネーションはキク、バラと並ぶ生産高を誇る花卉植物であり、ハウス栽培で周年供給している。しかし、最も需要が伸びるのは母の日の5月前後である。日本では、1937年にまださほど一般的ではなかった「母の日」を盛り上げようと森永製菓が「森永母の日大会」を開催、ここで母の日にカーネーションを母親に贈るアメリカ流の習慣を紹介、広まり始めたとみられる。また、切り花のイメージが強いが最近では鉢植えの品種も普及している。
カーネーションの市町村別生産額は、長野県と愛知県が高い。
国内生産量と、中華人民共和国やコロンビアなどからの輸入量は2012年時点でほぼ同程度であったが、近年はコロンビアがカーネーションの最大生産国となったこともあって、2024年には日本では国内34%、コロンビア44%、他国22%のシェアとなっている。農研機構は国内のカーネーション栽培を支援するため、見た目の美しさや切り花にした後の日持ち、萎凋細菌病への耐性などを増す品種改良を進めている。
2013年には、農業・食品産業技術総合研究機構（農研機構）花き研究所などがカーネーションのゲノム解読に成功したと発表した。従来ない色や病気に強い品種の開発に応用できると期待されている。

## 栽培
毎年4月頃から花鉢が流通し始める。日当たりがよく、乾燥した気候を好む。
開花期は4月中旬から6月頃。開花中は、花がら摘みをこまめに行う。終わった花を切り取る事で、新たな花芽が上がってくる。また、咲き終わった茎は切り戻す。わき芽やこれから芽吹く節を確認し、これを残すように切る。
植え付け、植え替えは春か秋に行う。根詰まりは、蕾の不開花や下葉の枯れ上がりの原因になるので、一回り大きな鉢に植え替える。
増やしたい場合は、挿し芽を利用する。適期は6月または9月から10月。1か月ぐらいで発根するのでポットで育苗し、摘心して芽数を増やす。

### 食用品種
観賞用のほか食用品種（食用カーネーション）もある。

## 主な品種

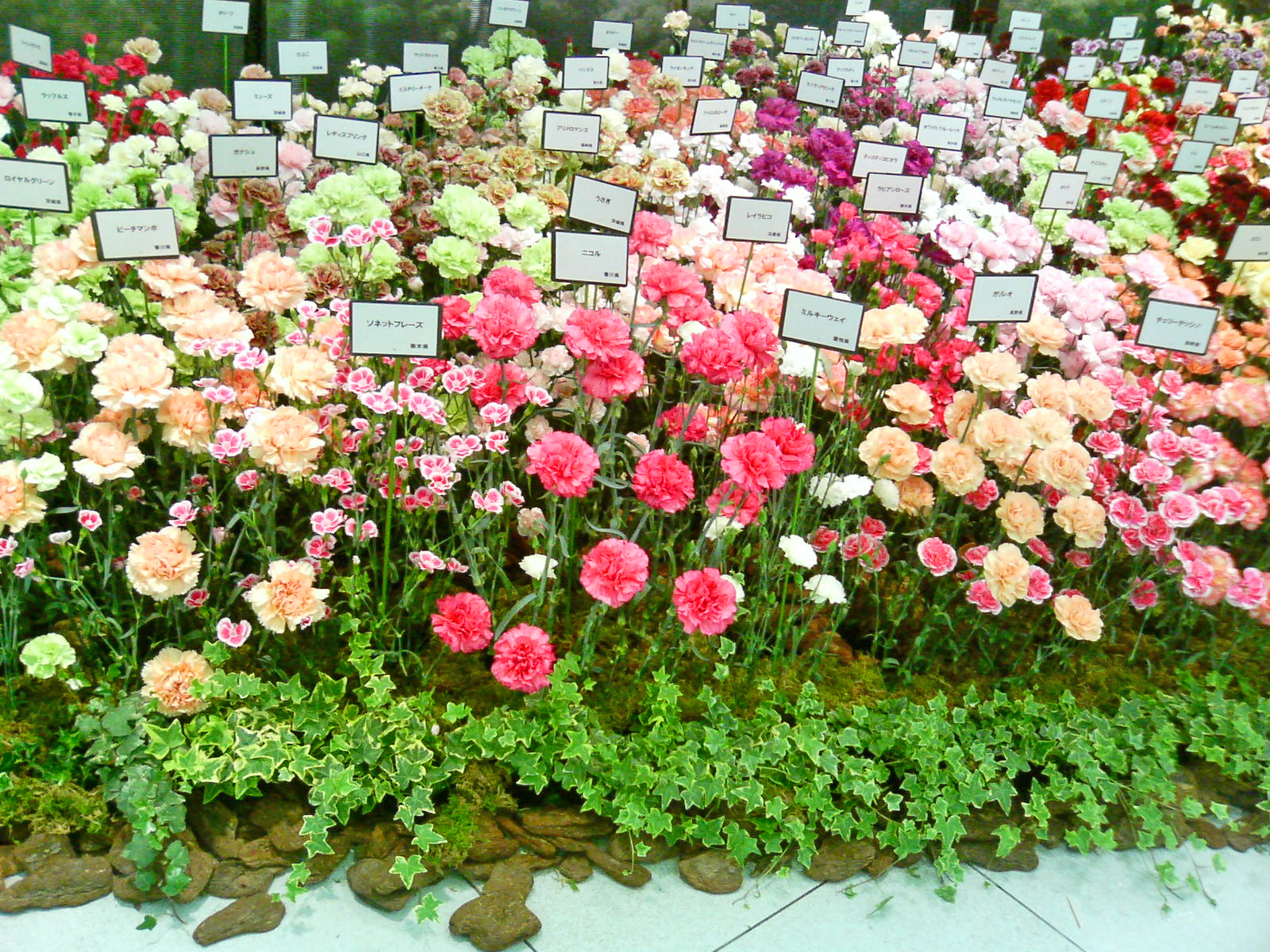
母の日ギフト用にディスプレイされたカーネーションの様々な品種

### 切り花
- マルメーゾン種（malmaison）
- ボーダー種（boarder）
  - グルナダン種（grenadin）
  - ファンテジー種（fantaisie）
  - マーガレット種（marguerite）
  - シャボー種（chabaud）
- パーペチュアル種（perpetual）
- ムーンダスト - カーネーションに青い色はなかったが、オーストラリアのフロリジーン社がサントリーと共同での遺伝子組換えにより、青いカーネーションを作出した。

### ガーデンカーネーション
セキチクとの交配種で、セキチクの強健さをカーネーションに取り入れており、庭植えが可能である。半耐寒性の秋まき一年草として扱われ、9月にタネをまくと、翌年の5月から6月にかけて開花する。ジャイアント・シャポー、アンファン・ド・ニースなどの品種があり、佛花や切り花用に作られているが、日本の風土ではやや栽培しにくく、あまり普及していない。

## 各国の文化
- スペイン、モナコ公国、ホンジュラス[* 3]の国花である。

### 日本
花言葉について、「花全体としては「無垢で深い愛」だが、色によって花言葉が異なり、例えば赤は「母への愛」、白は「亡き母を偲ぶ」や「純潔の愛」、ピンクのカーネーションは「感謝」など様々な意味がある」とする文献がある。